# قای

یک قایچی

قای در ادبیات فولکلور قوم آلتای به آوازهای حماسی‌ای گفته‌می‌شود که به شیوه حنجره‌خوانی اجرا می‌شوند.

## ویژگی‌ها
در میان آلتایها به داستانهای قهرمانی نام قای (قایلاپ) داده‌می‌شود و گوینده آن قایچی نامیده می‌شود. ریشه واژه قای در آوایی است که از حنجره انسان بیرون می‌آید. در میان قوم تووایی یه آوازهای حنجره‌خوانی خومی گفته‌می‌شود که به قای شباهت دارد. سرودن قای، قایلاماق نامیده‌می‌شود. شمار مصراع‌های سروده‌های قای میان دوهزار تا هشت‌هزار است. خوانده‌شدن آنها گاه چهار-پنج روز یا یک هفته زمان می‌یرد. قایچی‌ها به ویژه در شب‌های دراز شکار، جشن‌ها، عروسی‌ها و دورهمی‌ها قای می‌خوانند. قایچی‌ها در هنگام خواندن قای از حالات چهره و رفتار نیز استفاده می‌کنند چنانچه گویی در ضمن روایت داستان به قهرمان داستان تبدیل می‌شوند و علاوه بر نقش انسان می‌توانند نقش حیوانات گوناگونی همچون اسب، گوزن و پرندگان را نیز اجرا کنند. افزون بر این، قایچی‌ها می‌توانند به روش‌های گوناگونی صحنه‌های نبرد یا مبارزه را در برابر جمع به تصویر بکشند. حتی برای این که نمایش قایچی‌ها متقاعدکننده‌تر باشد می‌توانند برای اجرای این نقش‌ها آرایش کنند.
شیوه آوازخوانی قایچی‌ها بر دو گونه است:
1. قایچی‌های آلتای، تووایی و تلنگیت صدا را سینه بیرون می‌دهند.
2. قایچی‌های قوماندو، چالقاندی و بایات صدا را از بینی بیرون می‌دهند.

آلتای‌ها باور دارند که تقریباً هر موجودی یک روح نگهبان به نام اییه دارد و باور دارند که حماسه قای نیز چنین روح نگهبانی دارد.